# Cruz Azul

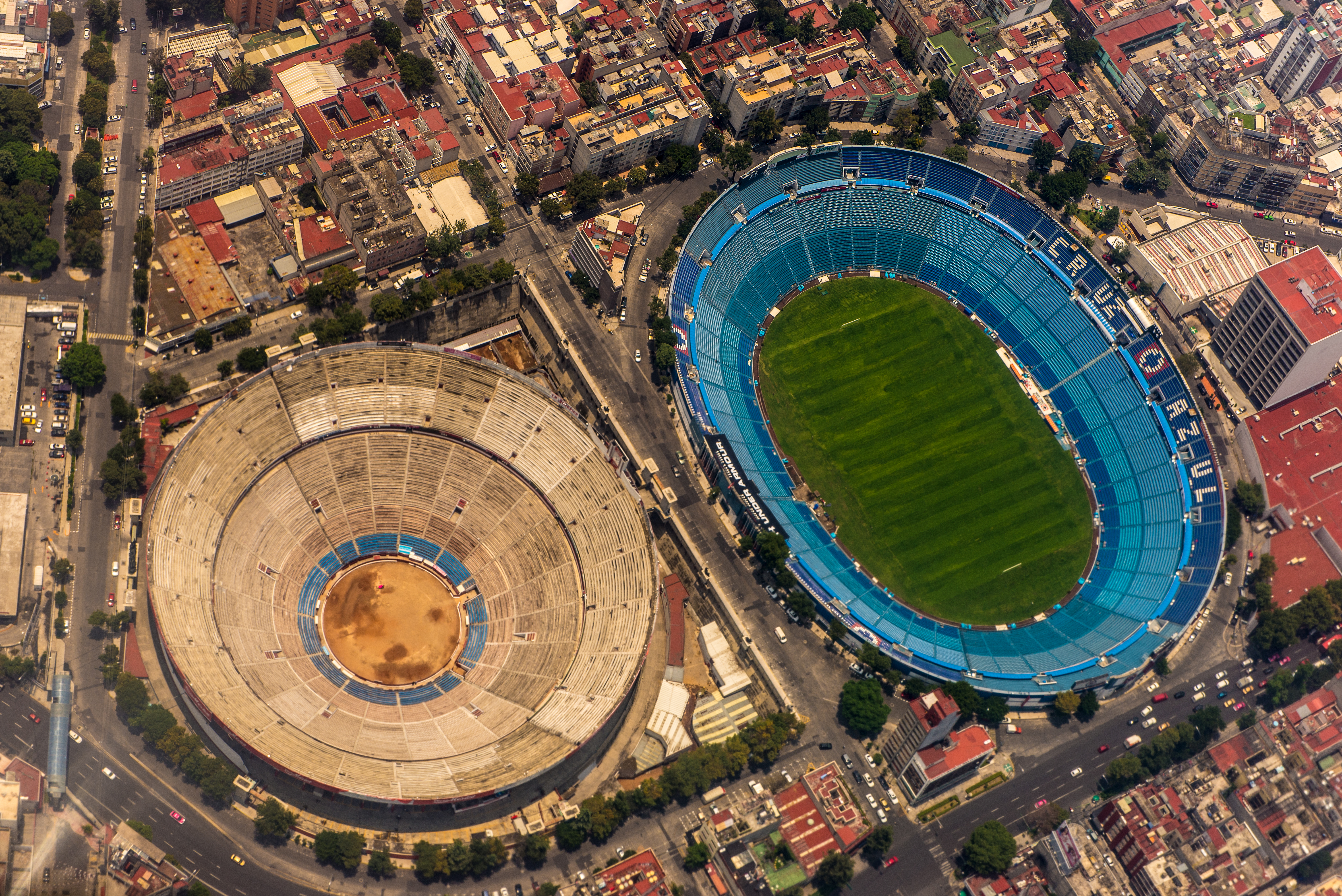
Estadio Azul

Cruz Azul (celým názvem Club Deportivo Social y Cultural Cruz Azul AC) je mexický fotbalový klub z Ciudad de México, který působí v mexické Lize MX. Klub byl založen v roce 1927 a svoje domácí utkání hraje na stadionu Estadio Azul s kapacitou 32 904 diváků. Sponzorem týmu je firma Cemento Cruz Azul.

## Historie
Cruz Azul byl založen roku 1927 jako jeden z několik sportovních celků pro zaměstnance společnosti Compania Cementos Cruz Azul.
První tři desetiletí se hrál amatérský fotbal zpravidla proti rezervním týmům prvoligových klubů. V roce 1960 zařídil šéfředitel spjaté cementářské společnosti Guillermo Álvarez profesionalizaci a tým tak začal působení ve druhé mexické lize. V roce 1964 se maďarskému trenérovi Jorgemu Marikovi povedlo postoupit do první ligy na úkor CD Poza Rica. Od roku do roku vedl Cruz Azul trenér Raúl Cárdenas, který v sezóně 1968/69 získal historicky první titul pro Cementáře. Na počátku 70. let byly do sbírky přidány další tituly, a to v sezónách 1970, 1971/72, 1972/73 a 1973/74. Mezi roky 1969 až 1971 Cruz Azul třikrát triumfoval v Lize mistrů CONCACAF.
Během 70. let se stal tým mistrem ještě v sezóně 1978/79 a poté v sezóně 1979/80. V roce 1971 Álvarez přestěhoval Cruz Azul na Aztécký stadion (Estadio Azteca). To už se klub ze Ciudad de México mohl měřit s největšími kluby v zemi jako Club América nebo Guadalajara.
V tomto období byli páteří týmu dva odchovanci a střední obránci Javier Guzmán a Ignacio Flores, záložník Alberto Quintano, útočník
Eladio Vera nebo argentinský gólman Miguel Marin.
Následující 80. léta přinesla zklamání a ani jedno finálové play-off nedopadlo vítězně – v roce 1981 podlehl Cruz Azul týmu UNAM, v roce 1987 Guadalajaře a v roce 1989 Clubu América.
Trvalo 17 let než se Cruz Azul stal znovu mistrem Mexika. V roce 1997 ale převzal tým Luis Fernando Tena a ve finále ročníku Invierno 1997 uspěl v prodloužení proti Club León.
V prosinci v roce 2014 se mužstvo poprvé představilo na mistrovství světa klubů jakožto vítěz Ligy mistrů CONCACAF 2013/14.
Na turnaji skončilo na čtvrtém místě.

## Známí hráči
- José Cardozo[1]

## Úspěchy
Cruz Azul je osminásobným mistrem Mexika, v roce 1997 získal kontinentální treble.
- Liga MX: 1968-69, México 1970, 1971–72, 1972–73, 1973–74, 1978–79, 1979–80, Invierno 1997
- Copa México: 1968-69, 1996–97, Clausura 2013, Apertura 2018
- Liga mistrů CONCACAF: 1969, 1970, 1971, 1996, 1997, 2013–14